# Évodie et Syntyché
Évodie et Syntyché sont deux femmes mentionnées par Paul dans son Épître aux Philippiens. Dans cette lettre, Paul demandait à ces deux femmes, membres de l’Église de Philippes, de cesser de se quereller.

## Chrétiennes de l’Église de Philippes
Évodie et Syntyché étaient deux chrétiennes membres de l'Église de Philippes constituée par Paul de Tarse. Une querelle éclata entre ces deux femmes, qui fut sans doute rapportée à Paul par Épaphrodite alors qu’il était en prison. Dans l’Épître qu'il rédigea à destination des chrétiens de Philippes, Paul lançait un appel au calme : 

« J’exhorte Évodie, j’exhorte aussi Syntykhè, à se mettre d’accord dans le Seigneur. Oui, je te le demande à toi aussi, mon vrai compagnon d’effort, viens-leur en aide, à elles qui ont lutté avec moi pour l’annonce de l’Évangile, ainsi que Clément et mes autres collaborateurs, dont les noms se trouvent au livre de vie. »

— Ph 4:2-3

## Calendrier liturgique
Évodie et Syntyché sont célébrées par les églises chrétiennes le 22 juillet.